# Heteroclinus johnstoni
Heteroclinus johnstoni är en fiskart som först beskrevs av Saville-kent, 1886.  Heteroclinus johnstoni ingår i släktet Heteroclinus och familjen Clinidae. Inga underarter finns listade i Catalogue of Life.